# Oslavany (železniční zastávka)
Oslavany jsou nákladiště a zastávka (někdejší železniční stanice, později dopravna D3) v jižní části města Oslavany v okrese Brno-venkov v Jihomoravském kraji, při řece Oslavě. Leží na neelektrizované jednokolejné trati Moravské Bránice – Oslavany, a jsou tak jeho koncovým bodem.

## Historie
Stanici otevřela 14. července 1912 společnost Místní dráha Kounice-Ivančice – Oslavany na trati z Moravských Bránic do Oslavan. Nádraží zde vzniklo jako koncová stanice, dle typizovaného stavebního vzoru. Moravskými Bránicemi od 15. září 1870 procházela trať Rakouské společnosti státní dráhy (StEG) z Brna přes Střelice do Vídně přes Hevlín a rakouské město Laa an der Thaya.
Od prosince 2016 byla pravidelná osobní doprava v úseku Ivančice – Oslavany zastavena.

## Popis
Nachází se zde tři koleje, z nichž jedna je dopravní, a dvě nekrytá hranová nástupiště, k příchodu k vlakům slouží přechody přes kolejiště. Po změně z dopravny na nákladiště přestalo být nástupiště u druhé koleje dopravně využíváno. Příležitostné osobní vlaky tak mohou využívat pouze nástupiště u první koleje. Z nákladiště je vyvedena jedna nákladní vlečka.

## Galerie

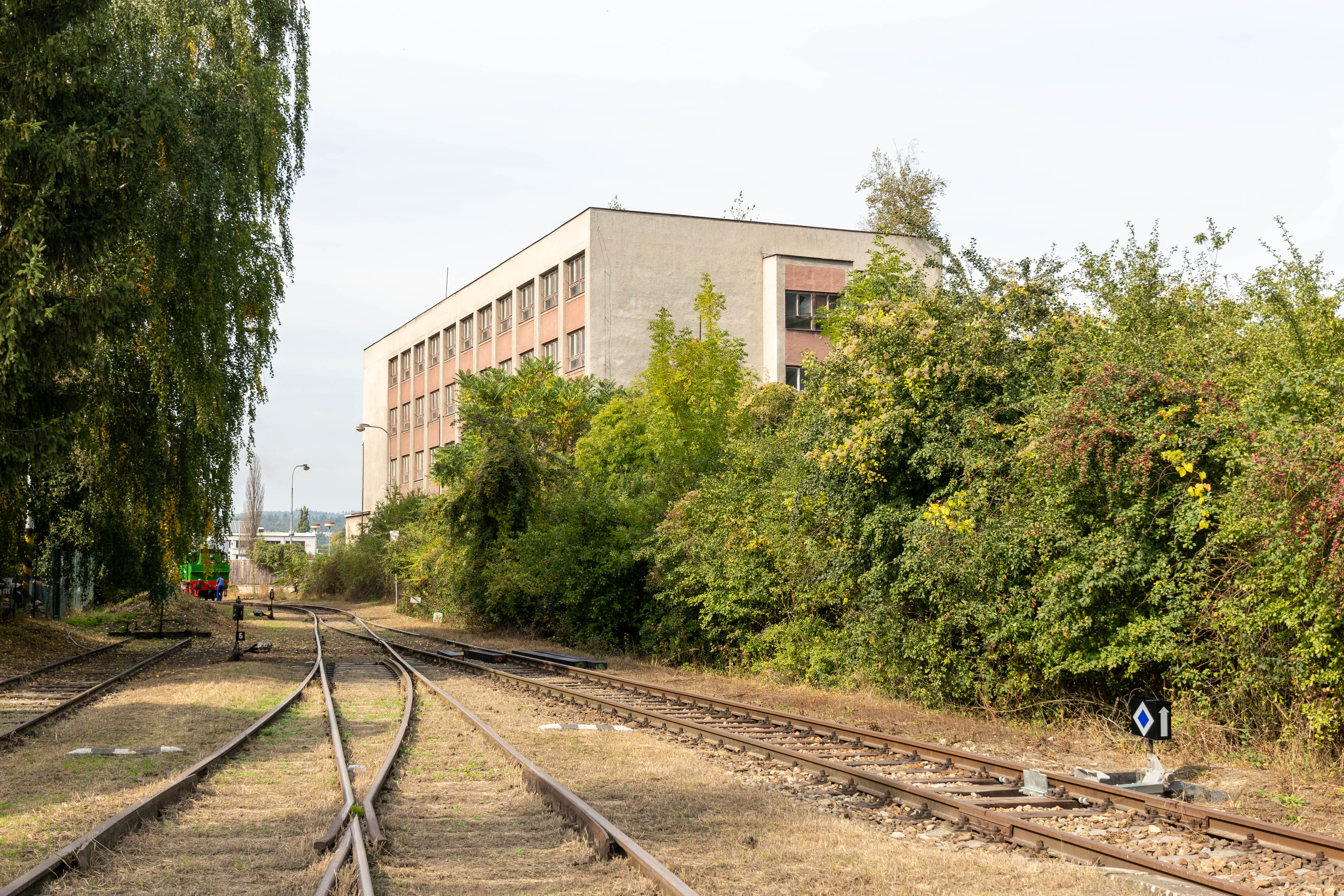
Zhlaví v pozadí s bývalou elektrárnou
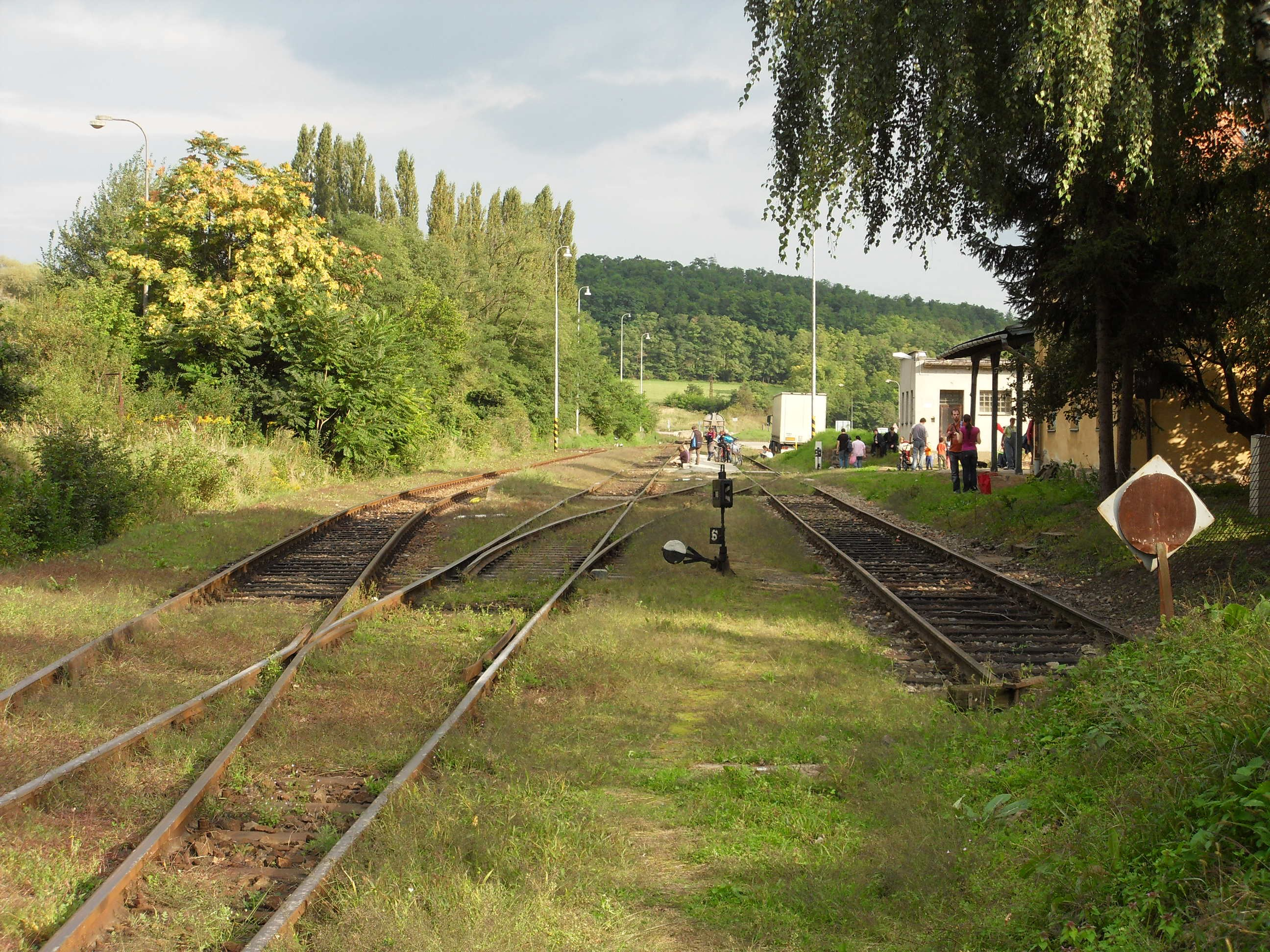
Pohled na kolejiště ve stanici
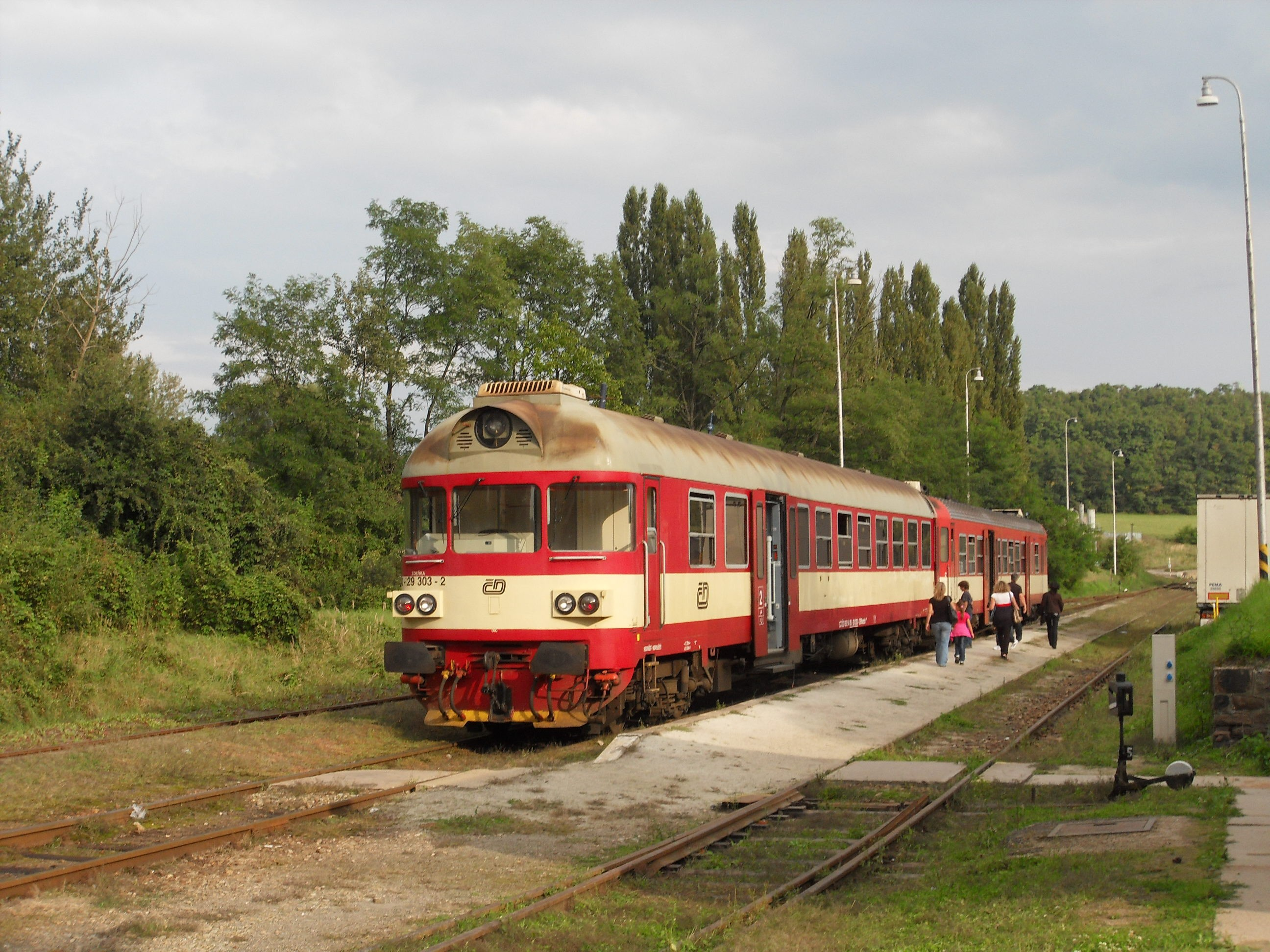
Osobní vlak ještě za pravidelného provozu
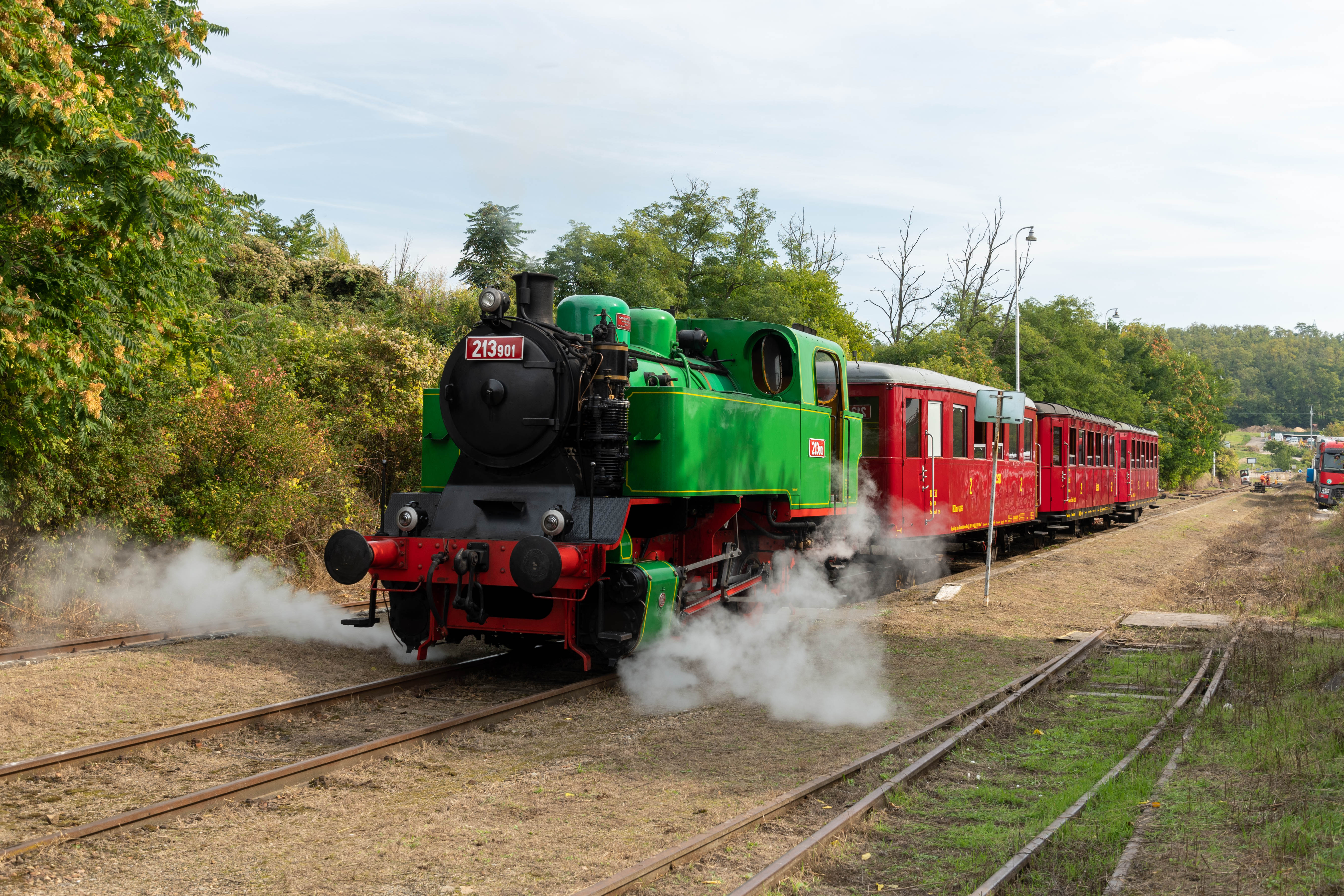
Nostalgická jízda po ukončení pravidelné osobní dopravy
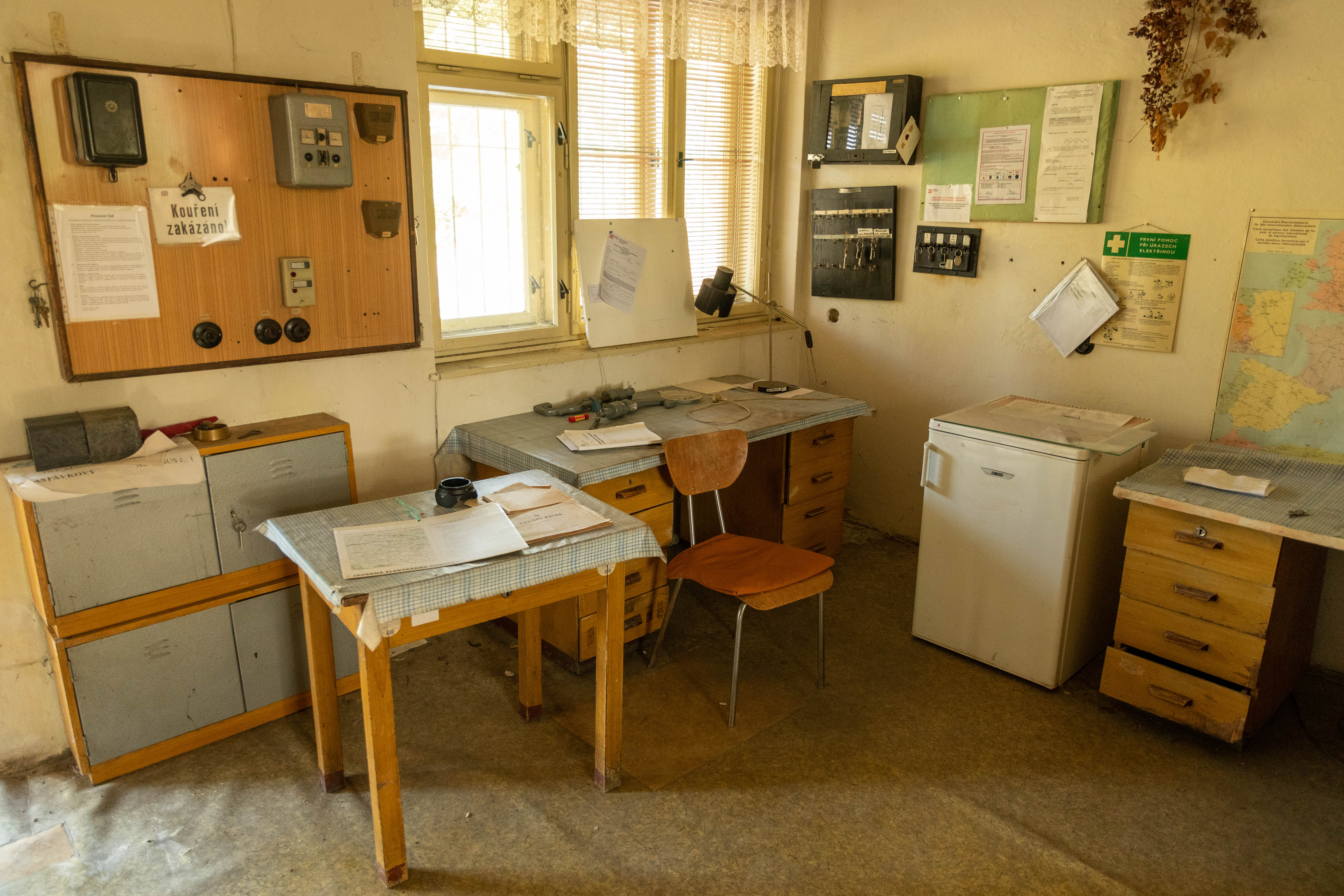
Dopravní kancelář v nádražní budově